# Agrotis texanus
Agrotis texanus là một loài bướm đêm trong họ Noctuidae.